# 3160 Анжерхофер
3160 Анжерхофер (3160 Angerhofer) — астероїд головного поясу, відкритий 14 червня 1980 року.
Тіссеранів параметр щодо Юпітера — 3,519.